# Neasociativní okruh
Neasociativní okruh je algebraická struktura z oboru abstraktní algebry podobná okruhu, ovšem nevyžadující platnost asociativity pro násobení.

## Definice
Množina R spolu s dvěma operacemi, sčítáním a násobením, se nazývá neasociativní okruh, pokud platí:
1. {\displaystyle a+b=b+a} (komutativita sčítání)
2. {\displaystyle (a+b)+c=a+(b+c)} (asociativita sčítání)
3. V R existuje prvek 0 splňující {\displaystyle 0+a=a+0=a} pro všechna a z R (existence nulového prvku)
4. Pro všechna a z R existuje prvek −a splňující {\displaystyle a+(-a)=(-a)+a=0} (existence opačného prvku)
5. {\displaystyle (a+b)c=ac+bc} (levá distributivita)
6. {\displaystyle a(b+c)=ab+ac} (pravá distributivita)

## Příklady
Nejstarší známý příklad neasociovaného okruhu jsou oktoniony.